# Acrostih (enigmistică)
Pentru o descriere literară vizitați Acrostih.
Acrostihul propriu-zis constă în formarea unui cuvânt prin citirea inițialelor unor versuri sau cuvinte.
Exemplu:

## Alte tipuri de acrostih
- Acrostihul dublu

Este compus astfel încât nu numai literele inițiale ale versurilor formează cuvinte, ci și cele din mijloc sau finale ori cele din mijloc cu cele finale.
Exemplu:

- Acrostihul triplu

Este compus astfel încât cuvintele de aflat sunt la început ( acrostih propriu-zis), la mijloc ( mezostih) sau la sfîrșitul versurilor (telestih), citite de sus în jos și în continuare.
Exemplu:

- Acrostihul multiplu

Reprezintă o combinație între unu, două sau mai multe tipuri de acrostih cu alte genuri enigmistice (ligamente, șaradă, enigmă etc.).
Exemplu:

- Acrostihul portret

Realizează portretul unei personalități al cărui nume apare prin citirea primei litere a tuturor cuvintelor din textul portretului.
Exemplu:

- Acrostihul progresiv

Folosind o serie de numere: 1, 2, 3, 4, 5 etc. se alcătuiește o poezie în care se va citi prima literă din primul cuvânt, a 2-a literă din al 2-lea cuvânt ș.a.m.d., până la sfârșit, și apoi seria se reia de la capăt, obținându-se un șir întreg de litere care, citite în ordinea extragerii , dau naștere, de obicei, unor versuri ocazionale.
Exemplu:

- Acrostihul silabic

Citind pe verticală prima silabă a versului, silaba din mijloc (mezostih) sau pe cea de la sfârșitul versurilor (telestih), se obține un cuvânt, frază sau nume propriu.
Exemplu:
Tablou sentimental
(Acrostih silabic și enigmă: 5 litere)
TImizi și-nfiorați de minunată vrajă
NE-am spus, zâmbind cu ochii, cuvinte fierbinți;
REînnodăm povestea, cuprinși de-aceeași mreajă,
TEntație sublimă în inimi și dorinți.
(Dan POPA - Craiova)
- Acrostihul telegramă

Dintr-un text telegrafic, citind în continuare primele litere ale cuvintelor ce compun textul, se obține un cuvânt sau o frază ce reprezintă fie numele celui ce transmite telegrama, fie un mesaj ascuns.
Exemplu: